# Oligosoma elium
Oligosoma elium — вид сцинкоподібних ящірок родини сцинкових (Scincidae). Ендемік Нової Зеландії.

## Поширення і екологія
Ophiomorus elium мешкають у кількох місцевостях, розташованих на півдні регіону Марлборо на Південному острові, а також на острові Мотунау біля узбережжя регіону Кентербері. Вони живуть в різноманітних природних середовищах, зокрема на кам'янистих осипах та на відкритих купинних луках, на висоті до 1500 м над рівнем моря. Ховаються в норах морських птахів і під валунами.

## Збереження
МСОП класифікує цей вид як такий, що перебуває під загрозою зникнення. Oligosoma elium загрожує хижацтво з боку інтродукованих тварин.